# 幻の映画復刻レーベルDIG
幻の映画復刻レーベルDIG（まぼろしのえいがふっこくレーベルディグ、通称: DIGレーベル）は、映像制作会社ディメンションが運営している映画復刻レーベル。
本項では姉妹レーベルのPADレーベルについても解説する。

## 概要・社史
2012年、映像制作会社ディメンションの社員が「大手は手を出しにくくても、小回りが利く小所帯ならできることがあるはず」として社内レーベルを一人で発足させたのが始まりである。その後、約1年かけて大手映画会社の松竹と交渉し、2013年にレーベル第1作目となる曽根中生監督『博多っ子純情』（1978年公開）の初DVD化に成功する。このDVDはスマッシュヒットし、採算ラインを上回ったことから復刻事業を本格化させる契機となり、以後、制作プロダクションの倒産で権利関係が複雑化した未ソフト化作品や商業的成功にめぐまれず廃盤となり消えてった稀少作など「文化的に不幸な状態」にある幻の名作の映像ソフト化を精力的に続けている。
また復刻対象も青春映画、ピンク映画、カルト映画、テレビ映画、アニメ映画、喜劇映画、外国映画、自主映画、孤児映画、ドキュメンタリー映画まで非常に幅広く、あらゆるジャンルを越境した横断的な復刻スタイルが特徴的である。
レーベルコンセプトは「リバイバルの機会も滅多にない」「未ソフト化、未DVD化のために観られない」など様々な事情を持つ幻の作品を発掘し、見つけ出し、現存する最良の映像素材を使い、上品質のDVDという形で復刻すること。
これまで手がけた復刻作は2020年11月現在、93作品にのぼる。なお公式ホームページ上では復刻リクエストも受け付けている。

## リリース一覧

### DIGレーベル
| 作品名                                                  | 監督                    | 公開年          | リリース   | 復刻状況           |
| ------------------------------------------------------- | ----------------------- | --------------- | ---------- | ------------------ |
| 博多っ子純情                                            | 曽根中生                | 1978年          | 2013年5月  | 初DVD化            |
| 鉄輪                                                    | 新藤兼人                | 1972年          | 2013年7月  | 初ソフト化         |
| 俗物図鑑                                                | 内藤誠                  | 1982年          | 2013年8月  | 初DVD化            |
| スタア                                                  | 内藤誠                  | 1986年          | 2013年9月  | 初DVD化            |
| もどり川                                                | 神代辰巳                | 1983年          | 2013年10月 | 初DVD化            |
| 三たびの海峡                                            | 神山征二郎              | 1995年          | 2013年11月 | 初DVD化            |
| 離婚しない女                                            | 神代辰巳                | 1986年          | 2014年6月  | 初DVD化            |
| 東京兄妹                                                | 市川準                  | 1995年          | 2014年7月  | 初DVD化            |
| 生きてみたいもう一度 新宿バス放火事件                   | 恩地日出夫              | 1985年          | 2014年8月  | 初DVD化            |
| 不良少年                                                | 羽仁進                  | 1961年          | 2014年9月  | 初DVD化            |
| 彼女と彼                                                | 羽仁進                  | 1963年          | 2014年10月 | 初ソフト化         |
| 日本鬼子                                                | 松井稔                  | 2001年          | 2014年11月 | 初DVD化            |
| 地の群れ                                                | 熊井啓                  | 1970年          | 2015年7月  | 初DVD化            |
| 異邦人の河                                              | 李學仁                  | 1975年          | 2015年7月  | 初ソフト化         |
| 愛について、東京                                        | 柳町光男                | 1993年          | 2015年8月  | 初DVD化            |
| 旅するパオジャンフー                                    | 柳町光男                | 1995年          | 2015年8月  | 初ソフト化         |
| 十九歳の地図                                            | 柳町光男                | 1979年          | 2015年8月  | 再DVD化            |
| ゴッド・スピード・ユー! BLACK EMPEROR                   | 柳町光男                | 1995年          | 2015年9月  | 再DVD化            |
| さらば愛しき大地                                        | 柳町光男                | 1982年          | 2015年9月  | 再DVD化            |
| だれのものでもないチェレ                                | ラースロー・ラノーディ  | 1976年          | 2015年10月 | 国内初DVD化        |
| さようならCP                                            | 原一男                  | 1972年          | 2015年11月 | 再DVD化            |
| 極私的エロス・恋歌1974                                  | 原一男                  | 1974年          | 2015年11月 | 再DVD化            |
| 全身小説家                                              | 原一男                  | 1994年          | 2016年1月  | 再DVD化            |
| ドグラ・マグラ                                          | 松本俊夫                | 1988年          | 2016年4月  | 再DVD化            |
| 青年の海 四人の通信教育生たち                           | 小川紳介                | 1966年          | 2016年6月  | 初ソフト化         |
| 圧殺の森 高崎経済大学闘争の記録                         | 小川紳介                | 1967年          | 2016年6月  | 初ソフト化         |
| 現認報告書 羽田闘争の記録                               | 小川紳介                | 1967年          | 2016年6月  | 初ソフト化         |
| 三里塚シリーズ DVD BOX（全8作）                         | 小川紳介                | 1968年 - 1973年 | 2016年7月  | 初ソフト化         |
| パルチザン前史                                          | 土本典昭／堤雅雄        | 1969年          | 2016年8月  | 初ソフト化         |
| どっこい!人間節 寿・自由労働者の街                      | 小川紳介                | 1975年          | 2016年8月  | 初ソフト化         |
| クリーンセンター訪問記                                  | 小川紳介                | 1976年          | 2016年9月  | 初ソフト化         |
| 牧野物語・養蚕編＋牧野物語・峠                          | 小川紳介                | 1978年          | 2016年9月  | 初ソフト化         |
| ニッポン国 古屋敷村                                     | 小川紳介                | 1982年          | 2016年10月 | 初ソフト化         |
| 1000年刻みの日時計 牧野村物語＋京都鬼市場・千年シアター | 小川紳介                | 1987年          | 2016年11月 | 初ソフト化         |
| 映画の都 山形国際ドキュメンタリー映画祭'89              | 飯塚俊男                | 1991年          | 2016年12月 | 初ソフト化         |
| ピンク、朱に染まれ!（全3作）                            | 高橋伴明                | 1982年          | 2017年2月  | 初DVD化            |
| 裏切りの季節                                            | 大和屋竺                | 1966年          | 2017年4月  | 初DVD化            |
| 毛の生えた拳銃                                          | 大和屋竺                | 1968年          | 2017年4月  | 初DVD化            |
| 日本暴行暗黒史 異常者の血                               | 若松孝二                | 1967年          | 2017年6月  | 初DVD化            |
| 続日本暴行暗黒史 暴虐魔                                 | 若松孝二                | 1967年          | 2017年6月  | 初ソフト化         |
| 新日本暴行暗黒史 復讐鬼                                 | 若松孝二                | 1969年          | 2017年7月  | 初DVD化            |
| 日本暴行暗黒史 怨獣                                     | 若松孝二                | 1970年          | 2017年7月  | 初DVD化            |
| 新宿マッド                                              | 若松孝二                | 1970年          | 2017年8月  | 再DVD化            |
| 現代性犯罪絶叫編 理由なき暴行                           | 若松孝二                | 1969年          | 2017年8月  | 再DVD化            |
| 処女ゲバゲバ（原題・ガセネタの荒野）                    | 若松孝二                | 1969年          | 2017年9月  | 再DVD化            |
| 裸の銃弾                                                | 若松孝二                | 1969年          | 2017年9月  | 再DVD化            |
| 天使の恍惚                                              | 若松孝二                | 1972年          | 2017年10月 | 再DVD化            |
| 性賊 セックスジャック                                   | 若松孝二                | 1970年          | 2017年10月 | 再DVD化            |
| 壁の中の秘事                                            | 若松孝二                | 1966年          | 2017年11月 | 再DVD化            |
| 現代好色伝 テロルの季節                                 | 若松孝二                | 1969年          | 2017年11月 | 再DVD化            |
| 狂走情死考                                              | 若松孝二                | 1969年          | 2017年12月 | 再DVD化            |
| ゆけゆけ二度目の処女                                    | 若松孝二                | 1969年          | 2017年12月 | 再DVD化            |
| 犯された白衣                                            | 若松孝二                | 1967年          | 2018年1月  | 再DVD化            |
| 胎児が密猟する時                                        | 若松孝二                | 1966年          | 2018年1月  | 再DVD化            |
| 可愛い悪魔                                              | 大林宣彦                | 1982年          | 2018年2月  | 初DVD化            |
| 水のないプール                                          | 若松孝二                | 1982年          | 2018年3月  | 再DVD化            |
| キスより簡単                                            | 若松孝二                | 1989年          | 2018年4月  | 再DVD化            |
| 文学賞殺人事件 大いなる助走                             | 鈴木則文                | 1989年          | 2018年5月  | 再DVD化            |
| つげ義春ワールド ゲンセンカン主人                       | 石井輝男                | 1993年          | 2018年6月  | 初DVD化            |
| 小林多喜二                                              | 今井正                  | 1974年          | 2018年7月  | 初ソフト化         |
| かぶりつき人生                                          | 神代辰巳                | 1968年          | 2018年9月  | 初ソフト化         |
| 元祖大四畳半大物語                                      | 松本零士／曽根中生      | 1980年          | 2018年10月 | 再DVD化            |
| KIDS                                                    | ラリー・クラーク        | 1968年          | 2018年11月 | 国内初ブルーレイ化 |
| “BLOW THE NIGHT!” 夜をぶっとばせ                        | 曽根中生                | 1983年          | 2018年12月 | 初DVD化            |
| 悪魔の部屋                                              | 曽根中生                | 1982年          | 2019年1月  | 初DVD化            |
| 経営学入門 ネオン太平記                                 | 磯見忠彦                | 1968年          | 2019年3月  | 初ソフト化         |
| 恋は緑の風の中                                          | 家城巳代治              | 1974年          | 2019年4月  | 初ソフト化         |
| わが青春のイレブン                                      | 降旗康男                | 1979年          | 2019年4月  | 初ソフト化         |
| 「テント劇場」より 盗まれた欲情＋西銀座駅前             | 今村昌平                | 1958年          | 2019年5月  | 再DVD化            |
| 果しなき欲望                                            | 今村昌平                | 1958年          | 2019年6月  | 再DVD化            |
| 赤い殺意                                                | 今村昌平                | 1964年          | 2019年7月  | 再DVD化            |
| 「エロ事師たち」より 人類学入門                         | 今村昌平                | 1966年          | 2019年8月  | 再DVD化            |
| 私が棄てた女                                            | 浦山桐郎                | 1969年          | 2019年9月  | 初DVD化            |
| ヤスジのポルノラマ やっちまえ!!                         | 三輪孝輝／高桑慎一郎    | 1971年          | 2019年10月 | 初ソフト化         |
| ゴンドラ                                                | 伊藤智生（現・TOHJIRO） | 1986年          | 2019年12月 | 初DVD&ブルーレイ化 |
| こおろぎ                                                | 青山真治                | 2006年          | 2020年1月  | 初ソフト化         |
| 狂熱の果て                                              | 山際永三                | 1961年          | 2020年7月  | 初DVD化            |
| 千羽づる                                                | 神山征二郎              | 1986年          | 2020年8月  | 初DVD化            |
| さらば映画の友よ インディアンサマー                     | 原田眞人                | 1979年          | 2020年9月  | 初DVD化            |
| ウィークエンド・シャッフル                              | 中村幻児                | 1982年          | 2020年10月 | 初DVD化            |
| 麗猫伝説                                                | 大林宣彦                | 1983年          | 2020年11月 | 初DVD化            |

### PADレーベル
ディメンションが運営している姉妹レーベル。主に森達也監督『FAKE』ディレクターズ・カット版をはじめとする新作ドキュメンタリー映画や新作台湾映画をリリースしている。
| 作品名                                                | 監督                   | 公開年 | リリース   |
| ----------------------------------------------------- | ---------------------- | ------ | ---------- |
| FAKE ディレクターズ・カット版                         | 森達也                 | 2016年 | 2017年3月  |
| わたしの自由について～SEALDs 2015～                   | 西原孝至               | 2016年 | 2017年5月  |
| あえかなる部屋 内藤礼と、光たち                       | 中村佑子               | 2015年 | 2017年5月  |
| 台北発メトロシリーズ 淡水河の奇跡                     | ガオ・ピンチュアン     | 2016年 | 2018年8月  |
| 台北発メトロシリーズ この街に心揺れて                 | リン・ジュンヤン       | 2016年 | 2018年9月  |
| 台北発メトロシリーズ～西門駅～ 西門に降る童話         | イエ・ティエンルン     | 2016年 | 2018年10月 |
| 台北発メトロシリーズ～忠孝復興駅～ 振り向いたらそこに | 北村豊晴               | 2016年 | 2018年11月 |
| 台北発メトロシリーズ～新北投駅～ まごころを両手に     | リン・シャオチエン     | 2016年 | 2018年12月 |
| 台北発メトロシリーズ～中正紀念堂駅～ 隠し味は愛       | イエ・ティエンルン     | 2016年 | 2019年1月  |
| 台北発メトロシリーズ～終点～ ハロー、グッドバイ。     | リー・チンロン         | 2016年 | 2019年2月  |
| シューマンズ バー ブック                              | マリーケ・シュレーダー | 2017年 | 2019年1月  |
| ニッポン国VS泉南石綿村                                | 原一男                 | 2017年 | 2019年2月  |
| DOGLEGS                                               | ヒース・カズンズ       | 2016年 | 2019年11月 |
| 第三夫人と髪飾り                                      | ヒース・カズンズ       | 2018年 | 2020年6月  |